# Rosa 'Elina'
'Elina' (el nombre de la obtención registrada de 'DICjana'® ), es un cultivar de rosa que fue conseguido en Reino Unido en 1982 por los  rosalistas británicos Patrick Dickson y Colin Dickson.

## Descripción
'Elina' es una rosa moderna cultivar del grupo arbusto Híbrido de té.
El cultivar procede del cruce de 'Nana Mouskouri' x 'Lolita'®.
Las formas arbustivas del cultivar tienen porte erguido y alcanza de 105 a 120 cm de alto con 75 a 80 cm de ancho. Las hojas son de color verde oscuro y brillante.
Sus delicadas flores de color amarillo suave son fototrópicas cambiando el color a más claro o más oscuro por la acción de los rayos solares. Fragancia moderada. Rosa de diámetro grande de 6" 15 pétalos. La flor con forma amplia, doble 17 a 25 pétalos, generalmente en flor solitaria. En pequeños grupos, capullos altos centrados. 
Florece en oleadas a lo largo de la temporada. Primavera o verano son las épocas de máxima floración, si se le hacen podas más tarde tiene después floraciones dispersas.

## Origen
El cultivar fue desarrollado en Reino Unido por los prolíficos rosalistas británicos Patrick Dickson y Colin Dickson en 1982.
'Elina' es una rosa híbrida diploide con ascendentes parentales de 'Nana Mouskouri' x 'Lolita'®.
La obtención fue registrada bajo el nombre cultivar de 'DICjana'® por Patrick Dickson y Colin Dickson en 1982 y se le dio el nombre comercial de exhibición 'Elina'™.
También se le reconoce por los sinónimos de 'DICjana' y 'Peaudouce'.
- La rosa fue creada por Patrick Dickson y Colin Dickson en Reino Unido antes de 1982 e introducida en el resto del Reino Unido por "Selection Meilland" en 1984 como 'Elina'.[1]
- La rosa 'Elina' fue introducida en Nueva Zelanda con la patente "New Zealand - Patent No: 476 on  18 Jul 1989/NZ Patent is granted for 23 years and will expire in July 2012".[1]

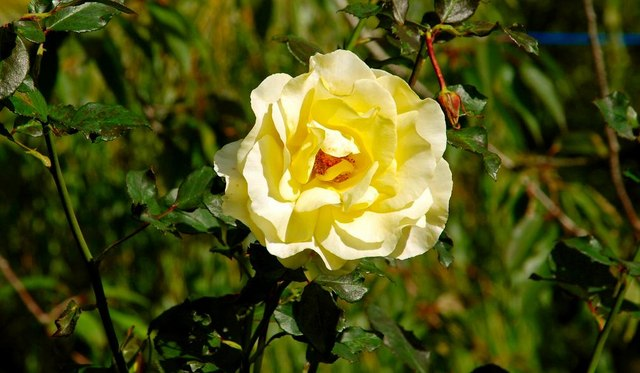
'Elina'.

## Premios y galardones
- ADR 1987.
- James Mason Medal 1994.
- New Zealand Gold Medal 1987.
- New Zealand Gold Star of the South Pacific 1987.
- The World's Favourite Rose 2006.
- RNRS Certificate of Merit 1983.

## Cultivo
Aunque las plantas están generalmente libres de enfermedades, es posible que sufran de punto negro en climas más húmedos o en situaciones donde la circulación de aire es limitada. Susceptible al mildiu.
Las plantas toleran la sombra, a pesar de que se desarrollan mejor a pleno sol. En América del Norte son capaces de ser cultivadas en USDA Hardiness Zones 7b a más cálido. La resistencia y la popularidad de la variedad han visto generalizado su uso en cultivos en todo el mundo.
Puede ser utilizado para las flores cortadas, jardín o paisaje. Vigorosa. En la poda de Primavera es conveniente retirar las cañas viejas y madera muerta o enferma y recortar cañas que se cruzan. En climas más cálidos, recortar las cañas que quedan en alrededor de un tercio. En las zonas más frías, probablemente hay que podar un poco más que eso. Requiere protección contra la congelación de las heladas invernales.

## Obtencionesyvariedadesderivadas
Debido a las características deseables de la rosa 'Elina', se ha utilizado como ascendente parental en cruces con otras variedades para conseguir híbridos obtentores de nuevas rosas, así:

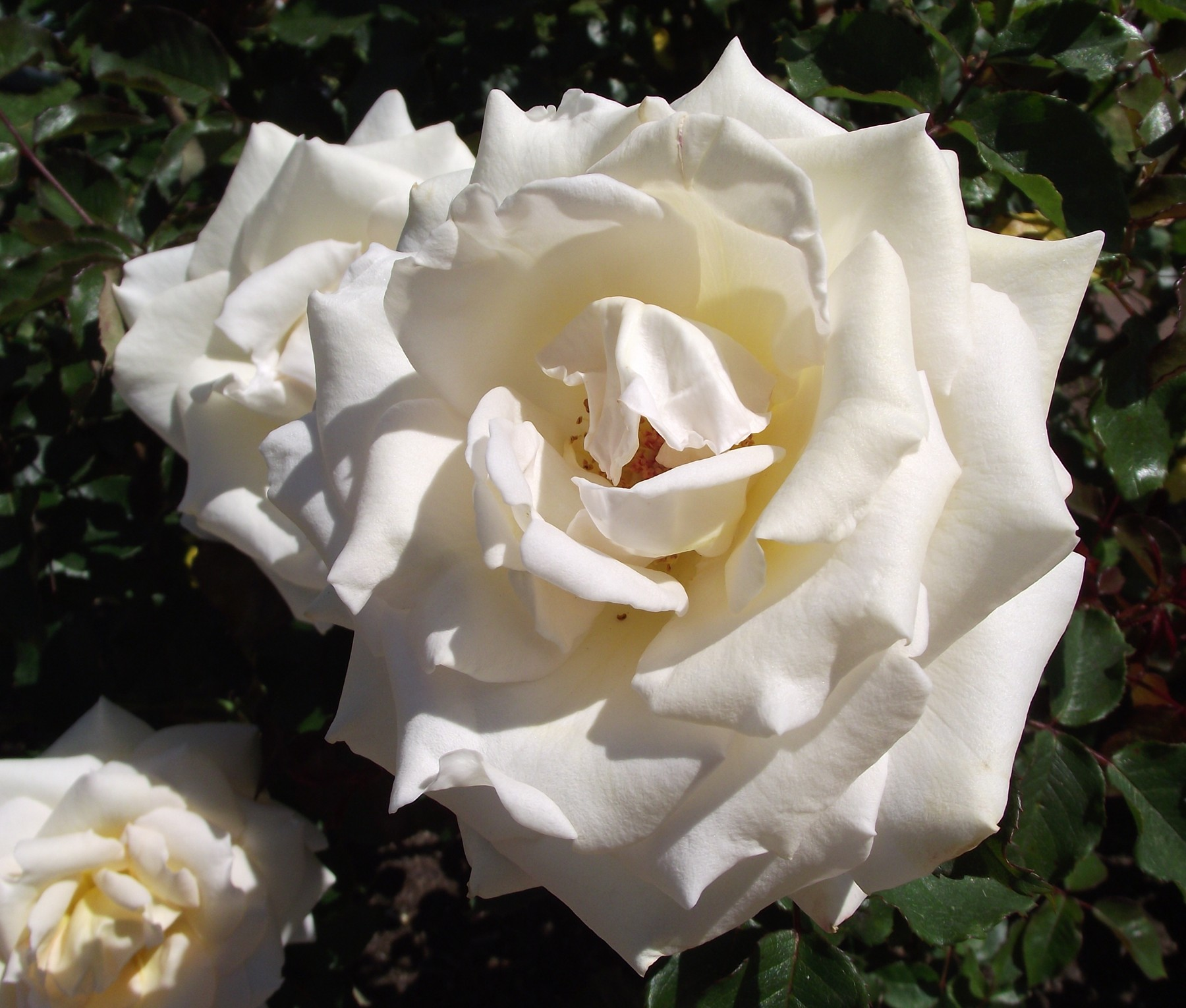
'Whisper', Dickson 2002. Rosa híbrido de cruce con ascendentes parentales de 'Solitaire' x 'Elina'.